# Istituto per la Vigilanza sulle Assicurazioni
Das IVASS – Istituto per la Vigilanza sulle Assicurazioni (dt. „Institut für die Aufsicht über das Versicherungswesen“) – ist die italienische Versicherungsaufsichtsbehörde. Am 1. Januar 2013 übernahm sie alle Aufgaben der Vorgängerbehörde ISVAP. Das IVASS untersteht der Aufsicht der Banca d’Italia, die neben ihrer Rolle als Zentralbank auch für die Bankenaufsicht zuständig ist. Der Dienstsitz des IVASS befindet sich im Palazzo Volpi auf dem Quirinal in Rom.

## Aufgaben und Organisation
Unternehmen, die in Italien Versicherungsgeschäfte betreiben wollen, benötigen in der Regel eine Genehmigung des IVASS. Das Institut ist insbesondere zuständig für die versicherungsbetriebliche, finanzielle und rechtliche Überwachung von Versicherungsunternehmen und Versicherungsagenten. Das IVASS beobachtet den Versicherungsmarkt und erstellt über die wichtigsten Entwicklungen Jahresberichte für das italienische Wirtschaftsministerium. Verbraucher können beim IVASS Beschwerden gegen Versicherer vorbringen.
Im Gegensatz zu Deutschland und einigen anderen Ländern gibt es in Italien keine zentralisierte Finanzmarktaufsicht. Für die Aufsicht über Pensionsfonds zur Finanzierung der betrieblichen Altersvorsorge ist die Commissione di vigilanza sui fondi pensione (Covip) („Aufsichtskommission für Pensionsfonds“) zuständig. Die Bankenaufsicht ist Sache der Banca d’Italia, die Börsenaufsicht übernimmt die Consob.
Das IVASS ist eine selbständige Aufsichts- und Regulierungsbehörde, an deren Spitze ein Präsident steht. Dieser ist seit 2013 zugleich Generaldirektor der Banca d’Italia. Das Institut hat rund 350 Mitarbeiter.

## Geschichte
Die Vorgängerbehörde ISVAP (Istituto per la vigilanza sulle assicurazioni private e di interesse collettivo – dt. „Institut für die Aufsicht über private Versicherungen und Versicherungen von öffentlichem Interesse“) wurde im Jahr 1982 gegründet. Im Zug der Spending Review der Regierung Monti wurde im Juli 2012 bekannt, dass das ISVAP sowie die COVIP in einer neuen Behörde namens IVARP (Istituto di vigilanza sulle assicurazioni e sul risparmio previdenziale) aufgehen sollen. Mit der gesetzgeberischen Umsetzung wurde die Verschmelzung abgesagt, die Nachfolgebehörde der ISVAP heißt nun IVASS (Istituto per la Vigilanza sulle Assicurazioni). Die Umsetzung, mit der Banken- und Versicherungsaufsichtwesen näher zusammenrückten, wurde zum 1. Januar 2013 vollzogen.